# Cinnyris chalcomelas
Cinnyris chalcomelas là một loài chim trong họ Nectariniidae.